# Coregonus pravdinellus
Coregonus pravdinellus es una especie de pez de la familia Salmonidae en el orden de los Salmoniformes.

## Distribución geográfica
Se encuentra en Europa: Rusia.